# Vancouver Whitecaps FC (2009)
Vancouver Whitecaps FC is een professionele voetbalclub uit de Canadese stad Vancouver, die vanaf het seizoen 2011 uitkomt in de Major League Soccer. De thuiswedstrijden worden in het BC Place Stadium gespeeld, dat plaats biedt aan 20.000 toeschouwers.
Een hoogtepunt voor de club in 2018 was het bereiken de finale van de CONCACAF Champions League, waarin na strafschoppen met 4–2 werd verloren van CD Guadalajara.

## Erelijst
- Canadian Championship

Winnaar: 2015, 2022, 2023, 2024 (4x)

## Bekende (ex-)Caps

### Spelers
- Alphonso Davies
- Jay DeMerit
- Robert Earnshaw
- Ryan Gauld
- In-beom Hwang
- Bernie Ibini-Isei
- Jonathan McDonald
- Kenny Miller
- Fredy Montero
- Pedro Morales
- Thomas Müller
- Dever Orgill
- Nigel Reo-Coker
- Yordy Reyna
- Kendall Waston
- Lee Young-pyo

## Trainer-coaches
- Carl Robinson
- Tom Soehn